# Balsfjord
|  | Aquest article és sobre el municipi. Per veure el fiord homònim, vegeu Balsfjorden. |

Balsfjord (en sami septentrional: Báhccavuotna; en kven: Paatsivuono) és un municipi situat al comtat de Troms, Noruega. El centre administratiu del municipi és el poble de Storsteinnes. Altres pobles són Mestervik, Mortenhals, i Nordkjosbotn. Té una població de 5.701 habitants (2016) i una superfície de 1,496.93 km².
El municipi envolta dos fiords: el Malangen i el Balsfjorden, envoltats de zones agrícoles sota majestuosos cims incloent-hi els Alps de Lyngen.

## Informació general
Balsfjord era al principi una part del gran municipi de Tromsøe landdistrikt, però va ser separat d'aquest el 1860 per formar el seu municipi propi. Balsfjord tenia una població inicial de 3,610. L'1 de gener de 1871, Malangen (població: 1,425) va ser separat d'ell, deixant Balsfjord amb 2,255 habitants. L'1 de gener de 1875, una part de Lyngen (població: 7) va ser transferit a Balsfjord. L'1 de gener de 1905, una part de Balsfjord (població: 5) va ser transferida a Målselv.

### Nom

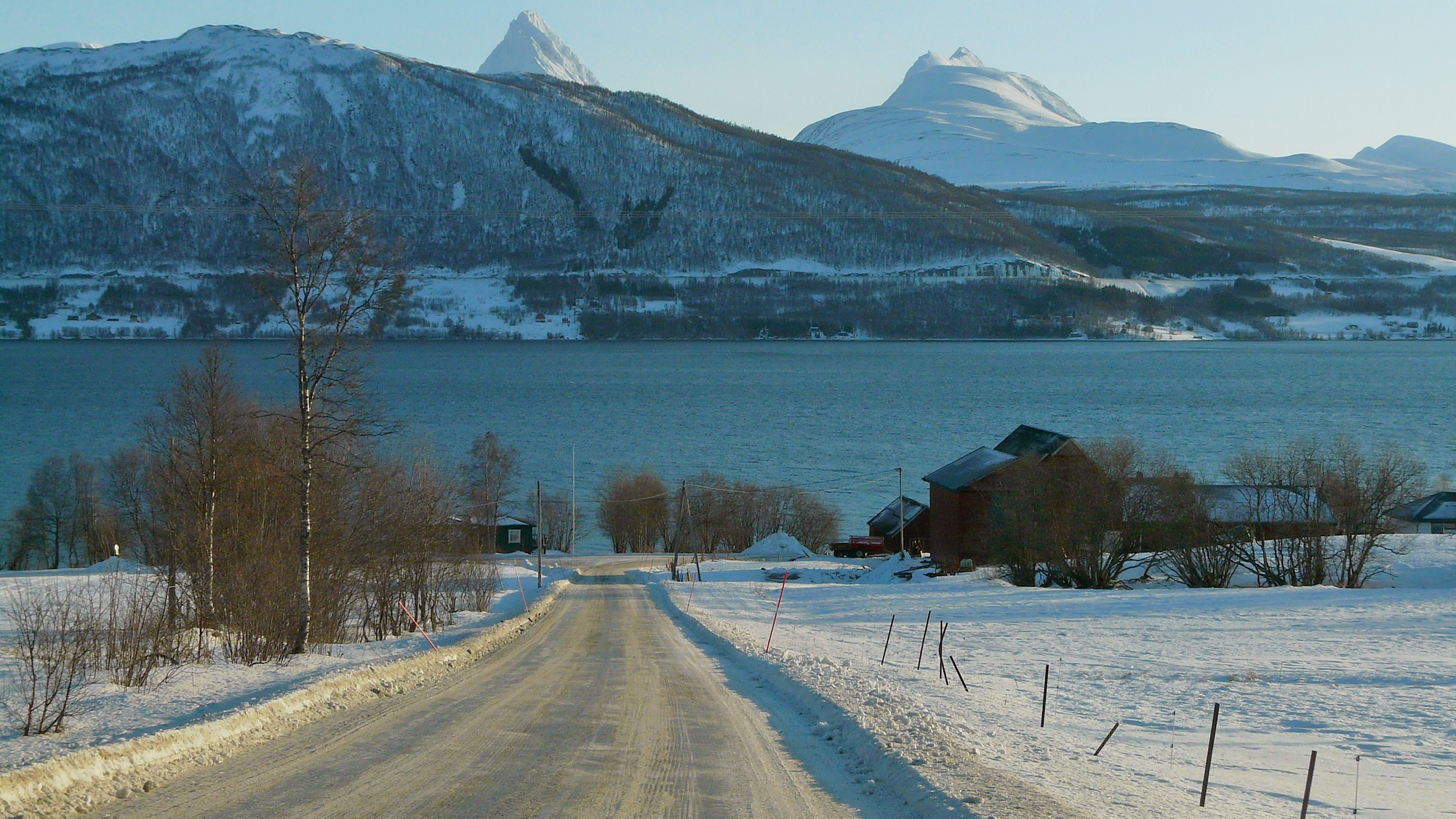
Part de Balsfjord dins febrer

El nom del municipi prové del Balsfjorden (Sami del nord: Báhccavuotna). El significat del primer element és incert, però probablement pot associat amb el Norse déu Baldr o el Vell Norse.

### Escut d'armes armes
L'escut d'armes és modern. Se'ls hi va concedir el 21 de novembre de 1986. Les armes mostren un groc llaura en un fons vermell. Això simbolitza el fet que la font principal de l'ingrés en el municipi és l'agricultura.

### Esglésies
L'Església de Noruega té dues parròquies (sokn) dins del municipi de Balsfjord. És part del denegat d'Indre Troms a la Diòcesi de Nord-Hålogaland.
| Parròquia (Sokn) | Nom de l'església     | Ubicació de l'Església | L'any de construcció |
| ---------------- | --------------------- | ---------------------- | -------------------- |
| Balsfjord        | Església Balsfjord    | Balsfjord              | 1856                 |
| Balsfjord        | Església Nordkjosbotn | Nordkjosbotn           | 1987                 |
| Balsfjord        | Església Storsteinnes | Storsteinnes           | 1968                 |
| Malangen         | Església Malangen     | Mortenhals             | 1853                 |
| Malangen         | Església Mestervik    | Mestervik              | 1968                 |

## Història

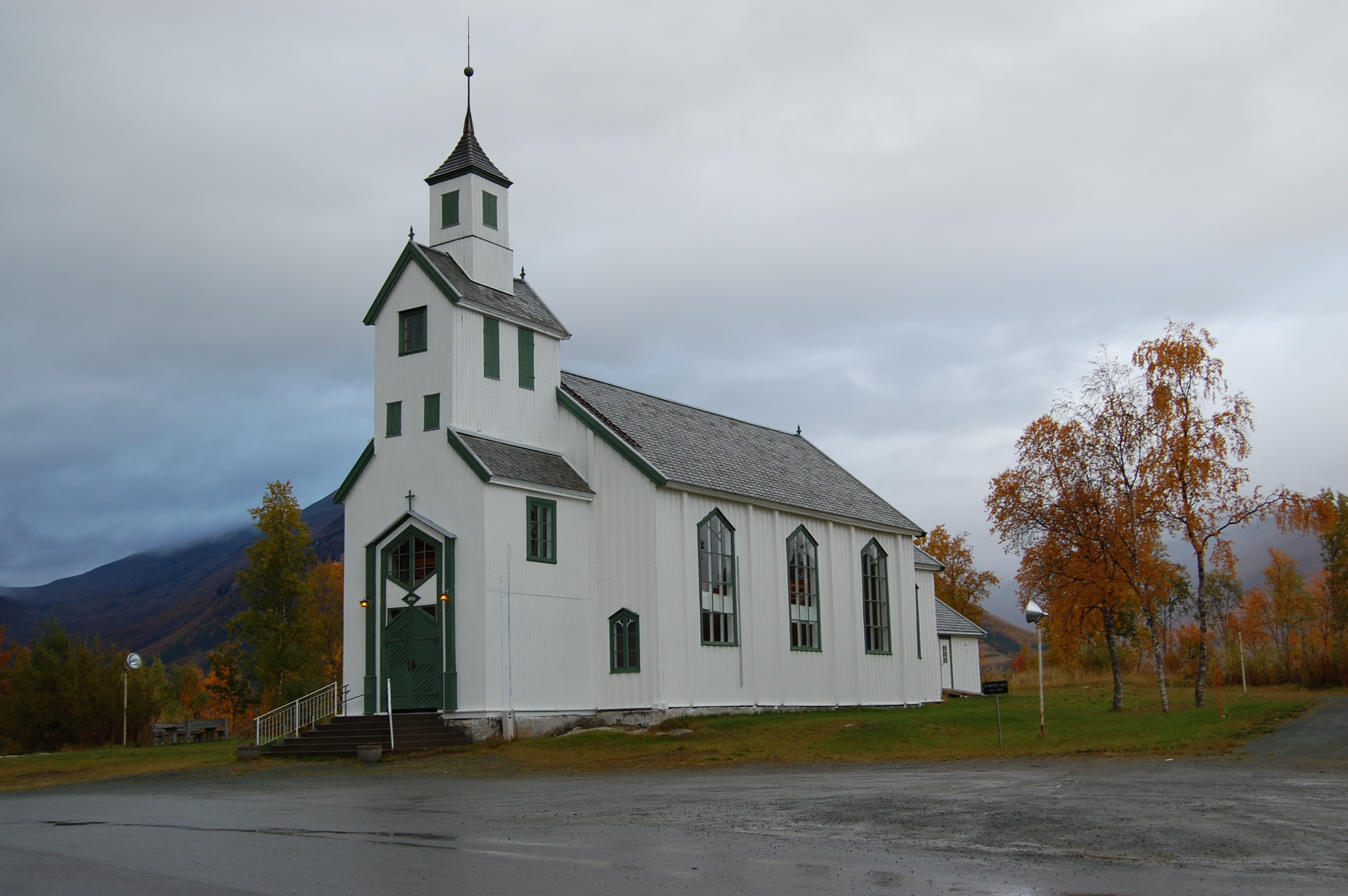
Balsfjord Església.

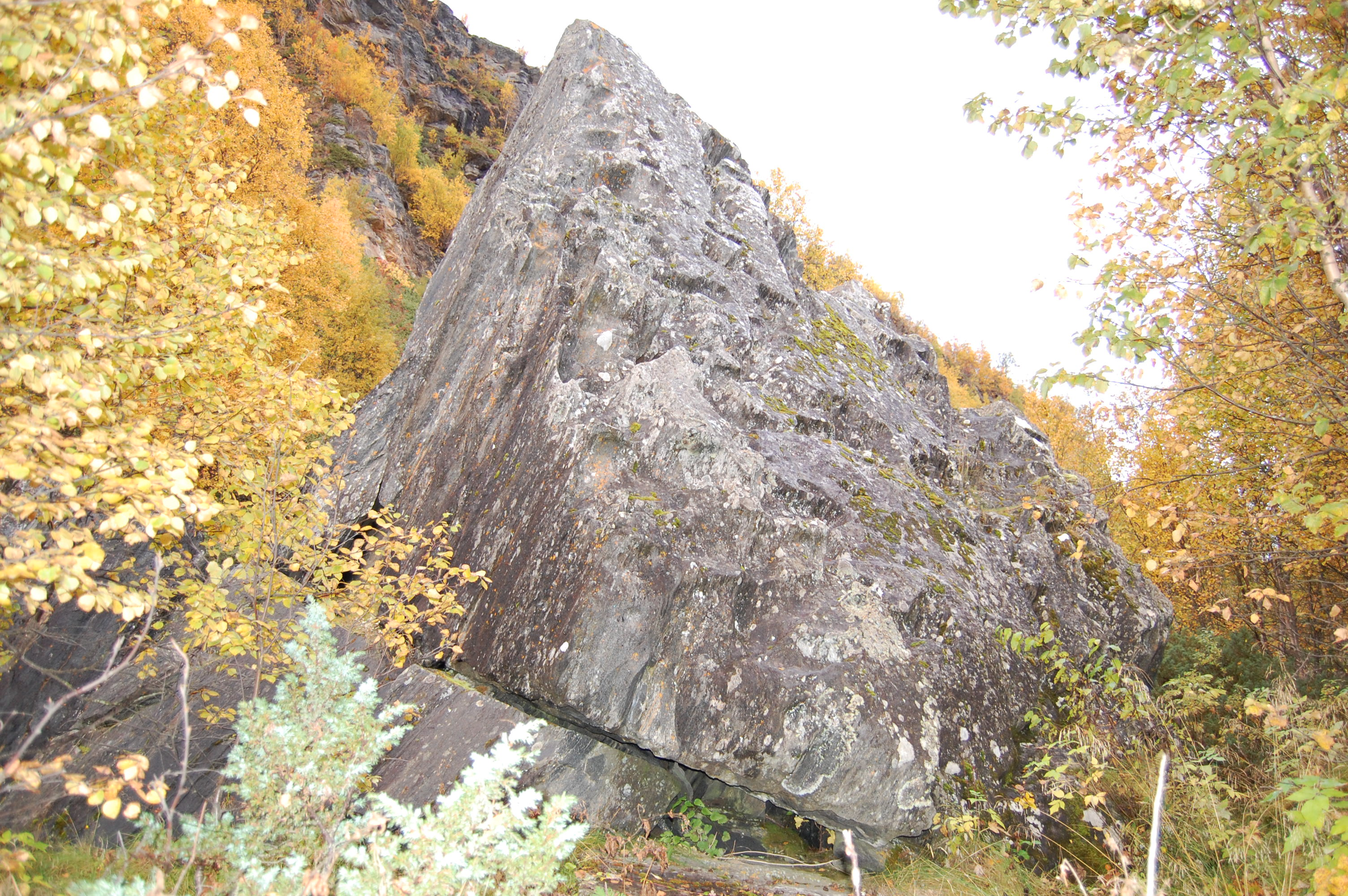
Stabben: Una pedra anteriorment utilitzada tan lloc d'adoració pel Sami persones. Localitzat a Sorra.

El poble sami eren els habitants originals de la zona, però al voltant del 1800 nous pobladors van venir de Finlàndia, de la costa, i de Sørlandet, i avui queden molt poques traces de la cultura Sami. Del segle xviii fins al segle xx, hi havia molts caçadors amb parany de Balsfjord actius en diversos llocs de l'Àrtida, des de Groenlàndia a Nova Terra.

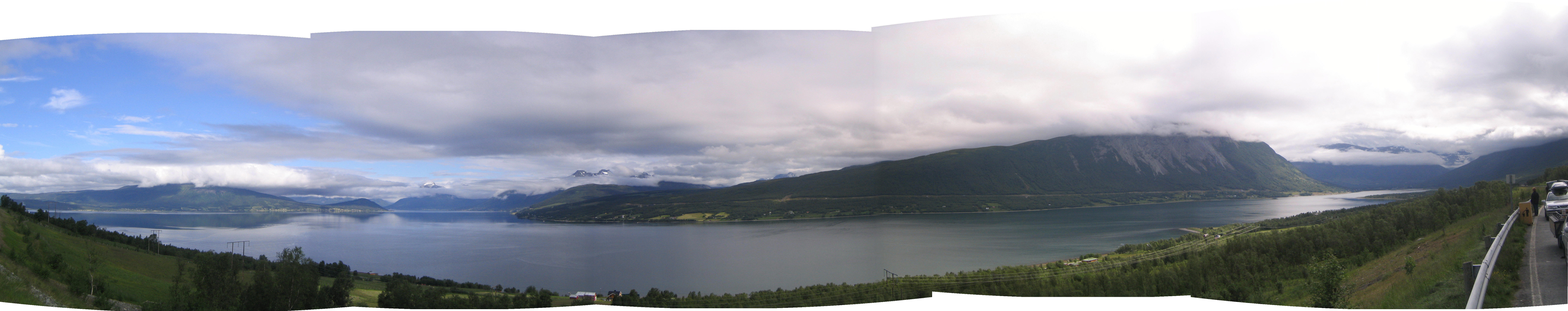
Balsfjord Panorama

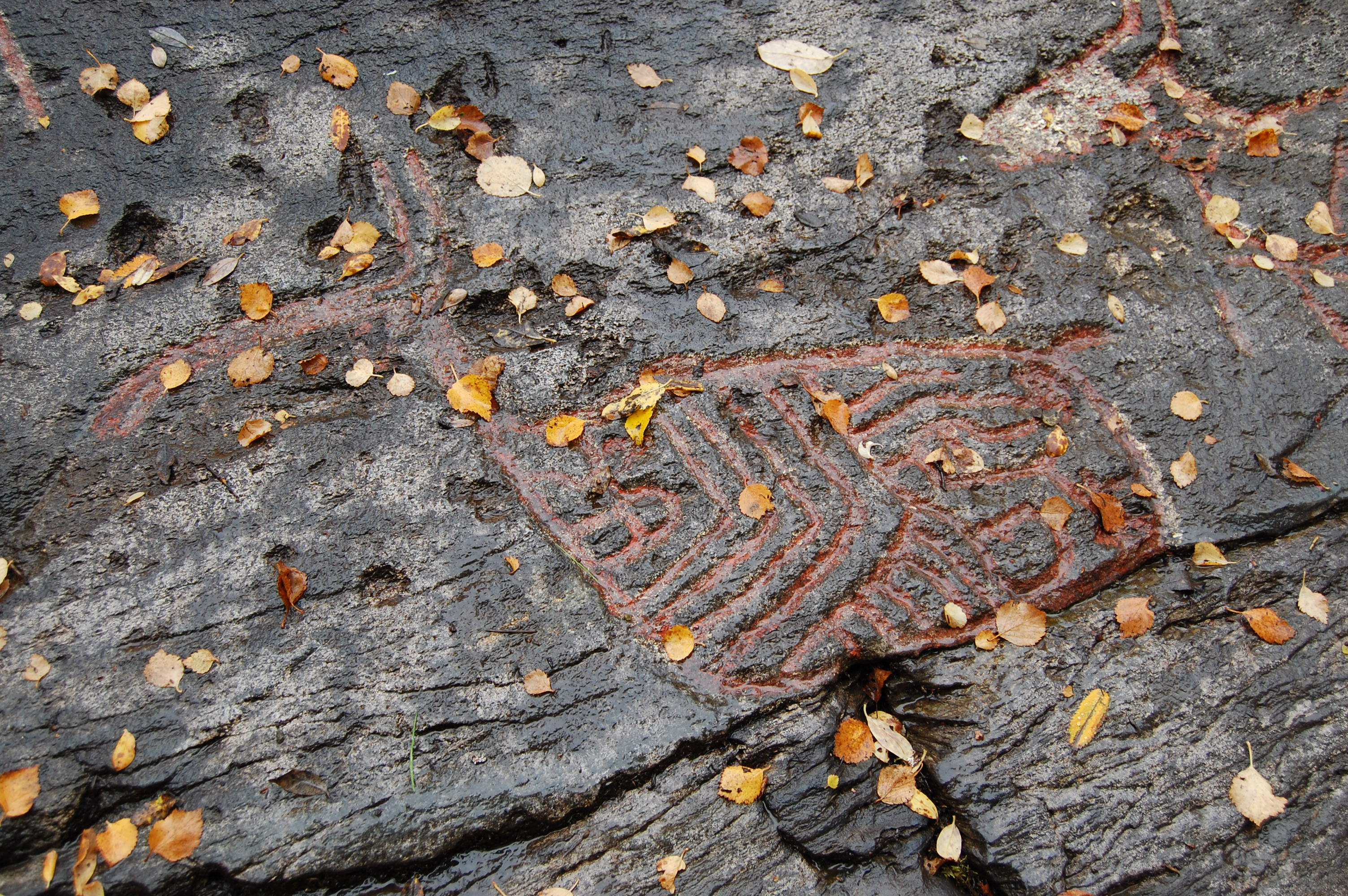
Bukkhammeren: Rock carving de 4600 BCE a Tennis.

## Transport
La Ruta europea E6 i ruta europea E8 travessen el municipi.

## Residents notables
- Gunda Johansen, un polític local